# اسدالله معرفت

حاج اسدالله معرفت

### اسدالله معرفت
اسدالله معرفت، زاده ۱۲۱۷ خورشیدی در خامنه و درگذشته ۱۲۹۳ خورشیدی در زادگاهش، بازرگان و از پیشگامان تأسیس مدارس مدرن در ایران بود. او با مشاهده مدارس جدید در روسیه، تصمیم گرفت مشابه این مدارس را در ایران پایه‌گذاری کند. این مدارس از نخستین نمونه‌های مدارس رایگان، همگانی و غیرمکتبی در ایران به‌شمار می‌روند.

### تأسیس اولین مدرسه
در سال ۱۲۷۵ خورشیدی (۱۸۹۶ میلادی) و در دوران سلطنت مظفرالدین‌شاه قاجار، اسدالله معرفت اولین مدرسه خود به نام مدرسه معرفت را در خامنه تأسیس کرد. این مدرسه رایگان بود و برای نخستین بار از میز، نیمکت و تخته سیاه در کلاس‌های خود استفاده می‌کرد، که از روسیه وارد شده بودند. همچنین دانش‌آموزان یونیفرم‌های یک‌شکل با کمربند منقش به عبارت «مدرسه معرفت خامنه» می‌پوشیدند.

### توسعه و مدارس دیگر
اسدالله معرفت تصمیم داشت مدارسی را در شهرهای دیگر ایران و خارج از کشور تأسیس کند. بر اساس برخی منابع، او در مشهد و پطروفسکی (مخاچ‌قلعه امروزی) نیز مدارس دیگری برای کودکان ایرانی بنیان نهاد. اگرچه صحت این ادعاها هنوز به طور دقیق تأیید نشده، اما ارتباطات تجاری و سفرهای مکرر او به روسیه نشان می‌دهد که او به دنبال ترویج آموزش نوین ایرانیان در مناطق مختلف بود.

### شیوه‌های آموزشی نوین
مدرسه معرفت با شیوه‌های آموزشی مدرن همچون استفاده از کارت‌های آفرین برای تشویق دانش‌آموزان ممتاز و تعلیمات نظامی با استفاده از تفنگ‌های چوبی، تفاوت چشمگیری با دیگر مدارس زمان خود داشت. اسدالله معرفت در طول حیات خود تمام هزینه‌های مدرسه از جمله کتاب و دفتر دانش‌آموزان و حقوق معلمان را تأمین می‌کرد. برای تأمین مالی پایدار مدرسه پس از مرگ خود، او چندین باب مغازه را وقف کرد.

### تحولات پس از مرگ
پس از درگذشت اسدالله معرفت در سال ۱۲۹۳ خورشیدی، مدرسه معرفت همچنان به کار خود ادامه داد و در سال ۱۳۰۵ خورشیدی به یک مدرسه دولتی تبدیل شد و با نام مدرسه نثار فعالیت خود را ادامه داد. در سال ۱۳۴۹ خورشیدی، مدرسه دوباره تجدید بنا شد و نام آن به مدرسه راهنمایی حاج اسدالله معرفت تغییر یافت. مکان اصلی مدرسه در خامنه همچنان بدون تغییر باقی مانده است.

### معلمان و مدیران
از جمله معلمان برجسته مدرسه معرفت می‌توان به میرزا حبیب معرفت (اولین مدیر مدرسه)، میرزا محمد اخی جهانی، میرزا ابراهیم تبریزی، ملا هاشم وایقانی، مشهدی محمدعلی ایمانی نوبر و آقا بالا محمودی (آموزگار ورزش) اشاره کرد.

### ثبت در فهرست آثار ملی
مدرسه معرفت به دلیل اهمیت تاریخی و نقش آن در ترویج آموزش مدرن در ایران، در فهرست آثار ملی ایران به ثبت رسیده است.

### تاریخ تأسیس مدارس مدرن به ترتیب:
۱. دارالفنون (۱۲۳۰ خورشیدی / ۱۸۵۱ میلادی)
- مکان: تهران
- بانی: میرزا تقی‌خان امیرکبیر

۲. مدرسه رشدیه (۱۳۰۵ قمری / ۱۲۶۶ خورشیدی / ۱۸۸۷ میلادی)
- مکان: تبریز
- بانی: میرزا حسن رشدیه

۳. مدرسه معرفت (۱۲۷۵ خورشیدی / ۱۸۹۶ میلادی)
- مکان: خامنه
- بانی: اسدالله معرفت

۴. مدرسه حشمتیه (۱۲۸۰ خورشیدی / ۱۹۰۱ میلادی)
- مکان: تهران
- بانی: محمدحسن‌خان حشمت‌الدوله

۵. مدرسه شوکتیه (۱۲۸۲ خورشیدی / ۱۹۰۳ میلادی)
- مکان: بیرجند
- بانی: امیر شوکت‌الملک